# Astrid Pellengahr

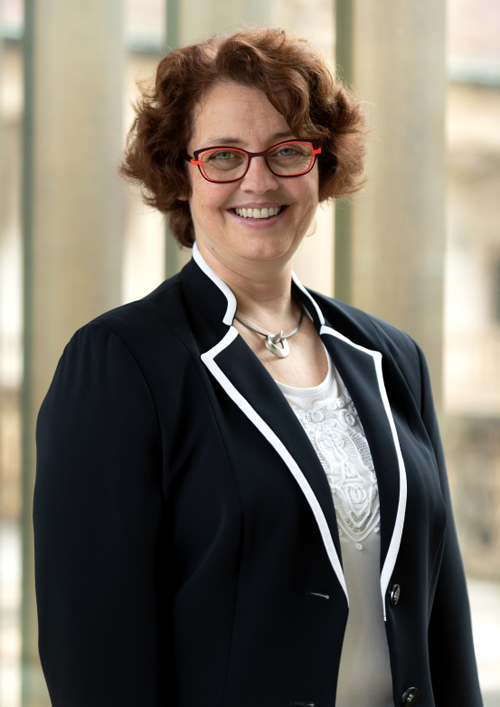
Astrid Pellengahr (2020)

Astrid Pellengahr (* 28. Mai 1967 in Heide) ist eine deutsche Kulturwissenschaftlerin und Volkskundlerin. Sie war von 2014 bis 2020 Leiterin der Landesstelle für die nichtstaatlichen Museen in Bayern. Von März 2020 bis März 2023 war sie Direktorin des Landesmuseums Württemberg in Stuttgart. Seit April 2023 ist sie Leiterin der Kulturabteilung des Bezirks Oberbayern und gleichzeitig oberbayerische Bezirksheimatpflegerin.

## Leben
Astrid Pellengahr studierte Deutsche und Vergleichende Volkskunde, Ethnologie sowie Soziologie an der Universität München, an der sie im Jahr 2000 ihre Promotion abschloss. Danach leitete sie ab 2002 das Stadtmuseum Kaufbeuren, kurzzeitig unterbrochen 2006 durch die Leitung des Deutschen Jagd- und Fischereimuseums in München. 
Von 2009 bis 2015 war sie zudem im Beirat der Fachgruppe Geschichtsmuseen des Deutschen Museumsbundes.
Sie wechselte 2014 zum Bayerischen Landesamt für Denkmalpflege. Hier führte sie von 2014 bis 2020 die Landesstelle für die nichtstaatlichen Museen in Bayern und betreute in dieser Funktion rund 1250 Museen. Daneben nahm Astrid Pellengahr regelmäßig Lehraufträge an Universitäten wahr, zuletzt an der Professur für Museologie der Universität Würzburg. Darüber hinaus ist sie Mitglied in zahlreichen Gremien, Kuratorien und wissenschaftlichen Beiräten von Museen und Kultureinrichtungen. Seit 2020 war sie stellvertretende Vorsitzende der Gesellschaft zur Förderung des Landesmuseums Württemberg.
Von März 2020 bis März 2023 war sie Direktorin des Landesmuseums Württemberg in Stuttgart. Seit April 2023 ist sie Leiterin der Kulturabteilung des Bezirks Oberbayern und gleichzeitig oberbayerische Bezirksheimatpflegerin.

## Veröffentlichungen
- Vereinswesen als Integrationsfaktor. Eine volkskundliche Fallstudie zur kulturellen Integration der Vertriebenen und Flüchtlinge nach 1945 in Bayern. Iudicium, München 2005, ISBN 	978-3-89129-176-4 (= Zugleich: Dissertation, Universität München 2000).
- Die Weihnachtskrippe von Ludwig Weiß (1768–1843) im Allgäu-Museum. (= Kataloge und Schriften der Museen der Stadt Kempten (Allgäu). Band 14). Dannheimer, Kempten 2004, ISBN 3-88881-050-7.
- als Herausgeberin: Kehrseite eines Klischees. Der Schriftsteller Ludwig Ganghofer. (= Kaufbeurer Schriftenreihe. Band 6). Bauer, Thalhofen 2005, ISBN 978-3-934509-36-8.
- mit Petra Weber, Caroline Wolf (Hrsg.): Die Kruzifixsammlung des Stadtmuseums Kaufbeuren. (= Kaufbeurer Schriftenreihe. Band 12). Bauer, Thalhofen 2013, ISBN 978-3-95551-023-7.
- Vom Zweck und Nutzen grenzüberschreitender Tagungen. In: Barbara Christoph, Günter Dippold (Hrsg.): Grenzenloses Museum. Grenzüberschreitungen im vereinten Europa. (= Banzer Museumsgespräche. Band 6). Bezirk Oberfranken, Bayreuth 2015, ISBN 978-3-941065-14-7, S. 89–104
- als Herausgeberin: Der Spiegel der Stadtkultur. Stadtmuseen vor neuen Herausforderungen. Landesstelle für die nichtstaatlichen Museen in Bayern, München 2016, ISBN 978-3-9818259-1-6.
- mit Guido Fackler: Virtuell ausstellen. Chancen, Perspektiven und Missverständnisse der  Digitalisierung am Beispiel virtueller Ausstellungen. In: Deutscher Museumsbund (Hrsg.): Museumskunde. Band 84. Holy-Verlag, Berlin 2019, ISSN 0027-4178, S. 34–41.
- mit Regina Franken-Wendelstorf, Sybille Greisinger, Christian Gries (Hrsg.): Das erweiterte Museum. Medien, Technologien und Internet. (= Museums-Bausteine. Band 19). Deutscher Kunstverlag, Berlin 2019, ISBN 978-3-422-07436-1.
- mit Stefan Bichlmair, Susanne Raffler u. a.: Temperierung. Ein Leitfaden für die Museumspraxis. (= Museums-Bausteine. Band 21). Deutscher Kunstverlag, Berlin/München 2020, ISBN 	978-3-422-97994-9.